# Култар
Култар или торбарски скочимиш (Antechinomys laniger) је врста сисара торбара из реда Dasyuromorphia и породице Dasyuridae. 

## Опис
Тело без репа култара је дуго од 7–10 cm (мужјаково 8–10, женкино 7–9,5), а реп од 10–15 cm. Тежи 14-30 g (мужјак 17-30, а женка 14–29). Препознатљиве одлике врсте су дуг реп, дуге задње ноге, које му омогућавају скакутање, као и упадљиве уши. Крзно му је срнеће сиве боје до песковито смеђе на леђној страни, груди су беле, а око очију има тамне колутове.
Култар је мали торбар месождер, који се храни бескичмењацима као што су пауци, бубашвабе и цврчци. У току дана се крије у скровиштима као што су рупе у деблима, пукотине у тлу, у подножју дрвећа и бусења траве.

## Распрострањење
Ареал врсте је ограничен на централну и јужну Аустралију (једино познато природно станиште врсте).

## Станиште
Станишта врсте су жбунаста вегетација, травна вегетација, екосистеми ниских трава и шумски екосистеми и пустиње. 

## Угроженост
Ова врста је наведена као последња брига, јер има широко распрострањење и честа је врста.